# Conus papilliferus
Espèce
Statut de conservation UICN

 LC  : Préoccupation mineure
Conus papilliferus est une espèce de mollusques gastéropodes marins de la famille des Conidae.
Comme toutes les espèces du genre Conus, ces escargots sont prédateurs et venimeux. Ils sont capables de « piquer » les humains et doivent donc être manipulés avec précaution, voire pas du tout.

## Description
La taille de la coquille varie entre 15 mm et 40 mm.

## Distribution
Cette espèce marine est endémique à l'Australie et se trouve dans la zone subtidale peu profonde au large de Nouvelle-Galles du Sud, Queensland et Victoria.

### Niveau de risque d’extinction de l’espèce
Selon l'analyse de l'UICN réalisée en 2011 pour la définition du niveau de risque d'extinction, cette espèce est endémique à l'Australie, du sud du Queensland à Mallacoota, Victoria. C'est une espèce d'eau peu profonde qui a été trouvée jusqu'à 10 m. Il n'y a pas d'enregistrement des niveaux de population pour cette espèce dans la littérature. On la trouve en grand nombre sous forme de coquilles mortes sur les dérives des plages, ce qui indique une population probablement robuste. On ne connaît pas de menaces majeures pour cette espèce et la prise de mollusques vivants en plongée autonome est illégale en NSW. Ils sont naturellement protégés dans leur habitat inaccessible Elle est classée dans la catégorie préoccupation mineure.

## Taxonomie

### Publication originale
L'espèce Conus papilliferus a été décrite pour la première fois en 1834 par le naturaliste, illustrateur et conchyliologiste britannique George Brettingham Sowerby I dans « The conchological illustrations or, Coloured figures of all the hitherto unfigured recent shells »,.

### Synonymes
- Conus (Floraconus) papilliferus G. B. Sowerby I, 1834 · appellation alternative
- Conus comptus A. Adams, 1854 · non accepté
- Conus jukesii Reeve, 1848 · non accepté
- Conus rossiteri Brazier, 1870 · non accepté
- Floraconus papilliferus (G. B. Sowerby I, 1834) · non accepté